# 高程
高程是指某一点相对于基准面的高度，目前常用的高程系统共有正高、正常高、力高和大地高程4种，而高程基准各国均有不同定义。高程系统则是定义某点沿特定的路径到一个参考面上距离的一维坐标系统。
高程系统的建立必须基于重力水准测量的原理。传统的几何水准测量中，两点间的高差是基于两点所在的水准面相互平行的假设测得的。当水準管内的气泡居中时，水準儀的竖轴与铅垂线重合，其视线方向相切于其所在的水准面。若水准面相互平行，则在两点间进行对向观测，得到的两点间的高差应当相等；在环线上进行闭合观测，其闭合差应当为零。:342-343但事实上，水准面之间是并不相互平行，由此造成的在环线观测中留下的差值被称为水准环闭合差。传统的几何测量手段不能解决水准环闭合差不为零的问题。但在重力水准测量中，高程值与重力位相联系，因此可以确保两点间的高差沿水准面传递，使环线闭合差为零。:42

## 高程系统

### 正高
沿地面点B的垂线方向到大地基准面的距离Hg称为正高，其计算公式为：

{\displaystyle H^{g}={\frac {1}{g_{m}}}\int _{0B}^{}g^{dh}}

由于该公式中的gm较难通过测量确定，因此一般通过过去的近似值来确定。

### 正常高
正常高系统是为解决正高系统中ggm较难测量确定的问题而在1954年由苏联地理学家莫洛坚斯基提出的一种系统，该系统将正高系统中的gm换成容易精确计算的Ym，其计算公式为：

{\displaystyle H^{Y}={\frac {1}{Y_{m}}}\int _{0B}^{}g^{dh}}

### 力高
由于同一水准点的正高和正常高系统测量值往往会有差别，为了在水利建设中避免出现问题，出现了力高的定义，力高的定义是指通过该点的水准面在纬度45°处的正常高。

### 大地高程
大地高程以椭球面为基准面，是由地面点沿其法线到椭球面的距离。可以采用卫星大地测量法或几何物理结合大地测量法获得。

## 高程基准

### 台湾
台湾高程基准以基隆港平均海水面為高程基準面。

### 中国大陆

#### 国家标准（黄海高程）
目前被定为中华人民共和国国家标准的高程基准是1985年黄海高程基准，其正式名称为1985年国家高程基准，又称1985年黄海高程，系以设在青岛的大港验潮站1952—1979年间的验潮资料求得设于青岛的国家水准原点的高程为72.260米，从而确定了国家高程基准。
此前，在1956年同样是通过青岛在1950-1956年的验潮资料确定青岛的国家水准原点高程为72.289米，该高程系称为“1956年黄海高程系”。

#### 吴淞高程
吴淞高程系是以吴淞口的验潮站所测为基准的高程系，目前华东地区仍在广泛应用。在上海地区，吴淞高程系=1956年黄海高程-1.6297米=1985年黄海高程-1.6007米，远离上海的地区，此值又有不同。

#### 坎门高程
坎门高程系是以浙江省玉环县内的坎门验潮站为基准的高程系，曾在浙江、江苏、安徽等地使用，坎门高程系=1985年黄海高程+0.2566

#### 珠基高程
珠基高程是以珠江基面为基准的高程系，在广东地区应用较为广泛。

#### 废黄河高程系
废黄河高程系是江淮水利测量局以民国元年11月11日下午5时废黄河口的潮水位为零起算的高程。

#### 大连零点
大连零点是日本入侵中国东北期间，在大连港码头仓库区内设立验潮站，并以多年验潮资料求得的平均海面为零起算的高程。

#### 安庆高程系
安庆高程系是假定高程的高程系，由安徽省陆军测量局确定。

### 香港
香港目前采取的高程基准为1980年确定的HKPD，为“平均海面”之下约1.23米。